# Bertalan Hajtós
Bertalan Hajtós (* 26. září 1965 Miškovec) je bývalý maďarský zápasník–judista, olympijský medailista z roku 1992.

## Sportovní kariéra
S judem začínal v rodném Miškovci. Vrcholově se připravoval v armádní středisku Honvéd v Budapešti pod vedením Ference Moravetze. V maďarské reprezentaci se pohyboval od roku 1984 v lehké váze do 71 kg. V roce 1988 startoval na olympijských hrách v Soulu, kde ve třetím kole podlehl na praporky (hantei) Francouzi Marcu Alexandrovi. Francouz ho však svým postupem do finále vytáhl do oprav, ze kterých se probojoval do boje o třetí místo proti Sovětu Giorgi Tenadzemu. Tenadze ho koncem druhé minuty hodil na ippon a obsadil 5. místo.
V roce 1991 se pátým místem na mistrovství světa v Barceloně kvalifikoval na olympijské hry v Barceloně v roce 1992. Do Barcelony přijel ve výborné formě jako celý maďarský tým. V semifinále hodil na ippon technikou tai-otoši Jihokorejce Čong Huna a postoupil do finále proti hlavnímu favoritu Japonci Tošihiko Kogovi. Jeho soupeř nastupoval s vážným zraněním kolene a tohoto jeho hendikepu se snažil využít. Pozorně si hlídal Kogovi nástupy a snažil se o kontrachvat. Koncem třetí minuty kontroval Kogovo sode-curikomi-goši zalamovákem ko-soto-gake, ale rozhodčí nechal jeho výpad chladnými. Po skončení hrací doby zápas skončil nerozhodně a při hantei rozhodčí zvedly praporky pro jeho soupeře. Získal stříbrnou olympijskou medaili.
V první polovině roku 1995 startoval v polostřední váze do 78 kg, ale po nevýrazných výsledcích se rozhodl shazovat opět do lehké váhy. V roce 1996 vyhrál olympijskou nominaci na úkor Miklóse Illyése, ale na olympijských hrách v Atlantě nepřešel přes třetí kolo proti Němci Martinu Schmidtovi. Od roku 1997 přešel natrvalo do polostřední váhy a v roce 1998 získal po dlouhých 12 letech svůj druhý titul mistra Evropy. V roce 1999 se však výsledkově trápil a v roce 2000 dostal v olympijské nominaci přednost o deset let mladší Krisztián Tölgyesi. Sportovní kariéru ukončil v roce 2001. Věnuje se trenérské práci.
Bertalan Hajtós byl pravoruký judista s postojem orientovaným vlevo (defenzivní postoj). Osobní technika ippon-seoi-nage výhradně vpravo a tai-otoši výhradně vlevo. Techniky aši-waza prováděl na obě strany.

## Výsledky
| Turnaj             | 1983       | 1984       | 1985       | 1986       | 1987       | 1988       | 1989       | 1990       | 1991       | 1992       | 1993       | 1994       | 1995       | 1996       | 1997             | 1998             | 1999             |
| Turnaj             | 18         | 19         | 20         | 21         | 22         | 23         | 24         | 25         | 26         | 27         | 28         | 29         | 30         | 31         | 32               | 33               | 34               |
| Turnaj             | lehká váha | lehká váha | lehká váha | lehká váha | lehká váha | lehká váha | lehká váha | lehká váha | lehká váha | lehká váha | lehká váha | lehká váha | lehká váha | lehká váha | polostřední váha | polostřední váha | polostřední váha |
| ------------------ | ---------- | ---------- | ---------- | ---------- | ---------- | ---------- | ---------- | ---------- | ---------- | ---------- | ---------- | ---------- | ---------- | ---------- | ---------------- | ---------------- | ---------------- |
| Olympijské hry     |            | —          |            |            |            | 5.         |            |            |            | 2.         |            |            |            | úč.        |                  |                  |                  |
| Mistrovství světa  | —          |            | úč.        |            | úč.        |            | 5.         |            | 5.         |            | 2.         |            | úč.        |            | úč.              |                  | úč.              |
| Mistrovství Evropy | —          | —          | 2.         | 1.         | 5.         | ?          | 2.         | 3.         | —          | —          | —          | 3.         | úč.        | —          | 7.               | 1.               | —                |
| MS juniorů         | —          |            |            |            |            |            |            |            |            |            |            |            |            |            |                  |                  |                  |
| ME juniorů         | úč.        | 3.         | 2.         |            |            |            |            |            |            |            |            |            |            |            |                  |                  |                  |